# 구니촌
구니촌(일본어: 六合村)은 일본 군마현의 북서부에 있는 아가쓰마군에 있던 촌이다.
산과 만나는 한적한 마을로 총 면적의 대부분을 산림 원야가 차지한다. 니가타현, 나가노현과 접하지만 등산로를 제외하고는 마을로부터 직접 현 바깥으로 빠지는 교통로는 정비되어 있지 않다. 촌역안 북부에 시리야키온천, 하나시키 온천이 있고 나가노 현과의 현 경계 부근에는 노조리 호가 있다.

## 역사
1900년에 구사쓰에서 분리되어 촌제를 시행했으며, 1889년의 합병으로 구사쓰촌이 되기 전에 각각 독립된 촌이었던 소우, 아카이와, 이쿠스, 오시, 히카게, 이리야마 등 6곳의 오아자를 합친 것에서 '구니'라는 이름이 탄생했다.
- 1889년 4월 1일 - 정촌제 시행에 수반해 구사쓰촌이 탄생하였다.
- 1900년 7월 1일 - 구사쓰 촌 가운데 일부가 구니 촌으로서 분립하였다. 나머지는 구사쓰정이 되었다.
- 2010년 3월 28일 - 나카노조정에 편입되어 소멸되었다. 2024년 현재 일본에서 마지막으로 소멸된 촌이다.

## 교통

### 도로
- 국도 292호선
- 국도 405호선

## 참고 문헌
- 角川日本地名大辞典編纂委員会, 『角川日本地名大辞典 10 群馬県』1988, 角川書店